# Die Moritat vom Räuberhauptmann Johann Georg Grasel
Die Moritat vom Räuberhauptmann Johann Georg Grasel ist ein österreichischer Fernsehfilm von 1969 über das Leben des Räuberhauptmanns Johann Georg Grasel.

## Handlung
Der Film beschreibt die letzten Lebensjahre von Johann Georg Grasel und seiner Bande, die in den 1810er Jahren in Niederösterreich und Südmähren viele Diebstähle, Einbrüche, Raube und Raubmorde beging.
Die Bande bricht in das Haus eines reichen Tuchhändlers ein. Eine besonders schöne Haube aus dem Diebesgut will Grasel seiner Geliebten schenken, doch als er sie im Wirtshaus trifft und ihr die Haube gibt, kommt es zu einer Schlägerei zwischen Grasel und einem Nebenbuhler. Grasel wird festgenommen, kann aus der Gefängniszelle jedoch fliehen und zu seiner Bande zurückkehren. In den Gerüchten, die das Volk sich über Grasel erzählt, werden seine Taten und die Umstände seiner Flucht noch ausgeschmückt.
Ein Komplize erzählt ihm von der alten Frau Schindler, die allein außerhalb von Zwettl wohnt und deshalb ein leichtes Opfer darstellt. Sie brechen bei ihr ein, Grasel will sie zum Schweigen bringen, sie wehrt sich aber und schreit, bis Grasel sie schließlich tötet.
Die Bemühungen der Behörden, Grasel zu fangen, sind zunächst erfolglos: Der Justiziär Schopf aus Drosendorf meldet den Raubmord an den Hof nach Wien, wo man darüber besorgt ist, dass Grasel inzwischen als eine Art Robin Hood angesehen und vom Volk beinahe als Held verehrt wird. Laut Gerüchten soll er sogar mit seiner Bande nach Wien vordringen. Die Zuständigkeit wird der Armee übergeben, Militärstreifen sollen ausrücken und die Gegend durchkämmen. Justiziär Schopf sieht dies als Fehler an, da Grasel dadurch vielleicht aufgeschreckt und vertrieben, aber nicht gefangen werden kann. Tatsächlich nehmen die Soldaten, die sich in der Gegend nicht auskennen, nur falsche Verdächtige fest und lassen sich von Grasel überlisten.
Deshalb stellt Schopf ihm eine Falle: Grasels „Braut“ Resl Hamberger, die im Arrest sitzt, wird von einem scheinbaren Räuber namens David Mayer, der tatsächlich für Schopf arbeitet, befreit. Mayer gibt vor, Grasel und Hamberger über die Grenze in Sicherheit bringen zu wollen, in einem Wirtshaus in Mörtersdorf überwältigt er ihn dann mit Hilfe der anderen Gäste. Grasel wird nach Wien überführt und nach einem langwierigen Prozess zusammen mit zwei Komplizen öffentlich hingerichtet.

## Darstellungsstil
Der Film enthält viele komödiantische Elemente, etwa wenn Grasel als Priester verkleidet unerkannt an einer Gruppe Soldaten vorbeigeht, die vor ihm niederknien und sich bekreuzigen. Bei der Darstellung der Jagd auf Grasel überwiegt das Satirische: Die Abgehobenheit der Hofräte und die Unbeholfenheit ihrer Bemühungen werden überzeichnet.
Entsprechend dem Titel werden die Szenen durch einen Moritatensänger (Ernst Stankovski) unterbrochen. Zur Gitarre singt, erzählt und kommentiert er die Geschichte, wobei er den Fernsehzuschauer direkt anspricht und auch moralisch belehrt. Auch innerhalb der Szenen gibt es ein Sängertrio, das an verschiedenen Orten des Geschehens auftaucht und dessen Lieder die Szenen miteinander verbinden.

## Produktion
Der Film wurde von der Studio-Film GmbH Wien im Auftrag des ORF produziert. Die Verhaftung des Räuberhauptmanns wurde in Grub im Wienerwald in einem ehemaligen Gasthaus namens „Buserlbar“ gedreht. Weitere Drehorte waren die Stadt Drosendorf mit ihrer historischen Stadtmauer und die in der Nähe gelegene kleine Wallfahrtskirche Maria Schnee.

## Rezeption
Nachdem der Film am 17. Oktober 1971 auch im deutschen Fernsehen (ARD) ausgestrahlt worden war, erschien in der Zeit eine Rezension, in der er als zu harmlos und trivial kritisiert wurde; die Chancen zur Kritik an den sozialen Zuständen, die die Geschichte geboten hätte, seien nicht genutzt worden:

„Keine Rede von Satire und schlagendem Witz, übrig blieb allein die Posse mit Gesang: Man hatte Nestroy die Zähne gezogen. [...] Ein Mann wie H. C. Artmann hätte für dieses kulinarische Histörchen seinen Namen nicht hergeben sollen. [...] [D]as Resultat ist dann ein Backhendl-Schwank, der selbst Metternichs Zensurbehörde nicht aufgeregt hätte.“